# Víctor Carrillo
Víctor Hugo Carrillo Casanova (Lima, 30 ottobre 1975) è un arbitro di calcio peruviano.

## Carriera
Arbitro della Primera División peruviana, Carrillo è internazionale dal 1º gennaio 2005. Nei primi anni da internazionale, è stato impiegato in alcune occasioni come assistente arbitrale. Ha fatto il suo esordio in una gara tra nazionali maggiori il 18 gennaio del 2007, dirigendo nell'occasione un'amichevole tra Ecuador e Svezia.
Nella sua carriera da internazionale ha partecipato a vari tornei, tra cui la Coppa Libertadores, in cui ha diretto in varie edizioni. La sua direzione più importante in questa competizione è al momento rappresentata da un ottavo di finale, ottenuto nell'edizione del 2010, e disputatosi tra gli argentini dell'Estudiantes e i messicani del San Luis.
Nel 2009 ha partecipato al Campionato sudamericano di calcio Under 17, riservato alle nazionali giovanili sudamericane e tenutosi in Cile. Qui ha diretto cinque partite. Tra nazionali maggiori, sempre nel 2009 ha diretto due partite valide per le qualificazioni CONMEBOL ai Mondiali di calcio del 2010.
Nel dicembre 2010 è selezionato per la Coppa del mondo per club FIFA, in sostituzione del collega e connazionale Georges Buckley, impossibilitato a partecipare per essere stato vittima di un sequestro. Nell'occasione dirige un quarto di finale. Nel giugno 2011 è convocato in vista del Campionato mondiale di calcio Under-17 in programma in Messico.
Nell'aprile 2012 viene inserito dalla FIFA in una lista di 52 arbitri preselezionati per i Mondiali 2014. Nel giugno del 2013 è selezionato dalla FIFA per prendere parte ai Mondiali Under 20 in Turchia. Nell'occasione viene impiegato per due partite della fase a gironi. Il 15 gennaio 2014 viene selezionato ufficialmente per i Mondiali 2014 in Brasile, ma esclusivamente con funzioni di quarto ufficiale. Il 7 luglio 2014 termina la sua esperienza in Brasile, essendo tra gli arbitri mandati a casa a seguito del taglio effettuato dopo i quarti di finale e prima delle ultime quattro gare. Nel 2015 viene selezionato per la Copa América, dove Cile-Messico, match valevole per la fase a gironi. L'anno successivo viene selezionato per la Copa América Centenario, dove dirige due incontri della fase a gironi.